# Intarzia-táblaképek
Az intarzia táblaképek készítése bizonyos nézőpontból a műbútor-asztalosságból is eredeztethető, de maga az intarzia technika ettől jóval régebbi időkig nyúlik vissza. 
Tutanhamon bútorai
Ha a közel 3000 évvel ezelőtt készített, 1922-ben Howard Carter által felfedezett és napvilágot látott Tutanhamon egyiptomi fáró sírjában talált felbecsülhetetlen értékű leleteket tekintjük, akkor láthatjuk, hogy a különleges fa és üveg intarzia berakásos és bámulatosan részletgazdag motívumokkal ellátott bútorokat, harci szekereket díszítő mozaik technika is hasonló eljárásokkal készült. A fáró aranyozott trónszéke is többek között berakásos technikával készült, tehát maga az intarzia berakás technikája az ősi időkre nyúlik vissza és hatalmas kulturális örökséget hordoz magában. Részletgazdag bútor díszítések és intarzia táblaképek később az itáliai Reneszánsz művészettörténeti korszak idejében is készültek. 
Studiolo
A studiolo az olasz reneszánsz korában kialakult dolgozószoba, a tudományokban elmélyülő humanista ember reneszánsz tere. Francesco Petrarca (akinek munkássága nagy hatással volt Balassi Bálintra is) a legnevesebb humanista költő hatására elterjedt stílus, a reneszánsz tudós emberek dolgozószobájának kialakítása. Ennek a zárt terének a kialakítása ideális mikrokozmoszként volt értelmezhető, amely az egyetemességet képezte le. Szerepe az volt, hogy a művelt humanista tanulmányainak ideális helyszínként szolgáljon. Itáliában számos híres példája maradt fenn. Magyarországon elsősorban Vitéz János studiolója nevezetes, ami az Esztergomi Palota kicsiny torony szobája. A falian restaurált freskó Botticelli-től származhat.
Montefeltro Studiolo Urbino
A legimpozánsabb studiolo Urbino városában Olaszországban található és talán az egyik legkiválóbb intarzia táblakép alkotás sorozat, amit a mai napig nem sikerült felülmúlni ezen a téren senkinek. Itt található az egyik legszebb itáliai reneszánsz palota, a Palazzo Ducale, ami az urbinói hercegség akkori feje, Federico da Montefeltro, Urbino hercege, San Leo és Durante grófja, őfensége Szicília királyának főkapitánya és a római Szent Egyház zászlósura (1476) számra épült a dalmát Luciano Laurana és Francesco di Giorgio Martini udvari építészek vezetésével. 
Federico da Montefeltro dolgozószobájának (studiolo) falait a padlótól közel 2 méter magasan, körben az összes falon, bámulatos intarzia táblaképek borítják, amiknek az elkészítése az akkor technikával még hatalmasabb bravúrnak számított. A helység közepéről nézve ugyanis minden képet a „szemet becsapó”, francia kifejezéssel éve Trompe-l’œil (tromplöj) technikával alkottak meg, azaz a térérzetet tökéletesen ábrázolják egy-egy nyitott szekrényajtó látványának torzításaival, azok felénk kinyíló rövidüléseivel, a polcokról kilógó, a szekrények belsejébe is betekintést engedő ábrázolásokkal vagy a vetett árnyékok szemléltetésével elérve a sík képeken látott, mégis 3 dimenziósnak tűnő „zavarba ejtő” látvány világot. Ezek a képek önmagukban is egy-egy tökéletes szerkesztésről és bámulatos kivitelezésről adnak tanúbizonyságot, mind a téma megválasztását, mind az anyaghasználatot tekintve. Különös bravúr, hogy a helységben olyan élethűek a fali képek, hogy állítólag egy-egy látogató néha megpróbál leülni az így ábrázolt padokra, amik valójában nincsenek is ott a térben. Mindezt pedig azzal koronázzák meg, hogy az összes képen konzekvensen és egységesen kezelik helyi fényviszonyoknak megfelelő vettet árnyékok irányát és azok színét, intenzitását, így még élethűbb a végeredmény. Az elképesztően részletgazdag kivitelezés 4 éven át tartott, de az eredmény több száz évvel később is bámulatba ejti a látogatókat, mivel a herceg dolgozószobájának egész falát beépített intarziás szekrények továbbá perspektivikus intarzia képek fedik, azok felett pedig a mennyezetig allegorikus alakok, a kor nagyjainak olajfestmény portréi láthatók. A palota ma a Marche Nemzeti Galériának (Galleria nazionale delle Marche) ad otthont: ez a környék leggazdagabb, az itáliai festészet különböző iskoláit bemutató képtára, olyan festők képeivel, mint Raffaello, Piero della Francesca, Tiziano vagy Paolo Uccello. A festmények mellett figyelmet érdemel a termek szobrászati és ornamentális díszítése, díszes kandallók, faberakások, mennyezeti stukkók díszítik a szobákat.
A studiolot Francesco di Giorgio Martini sienai művész tervezte, aki számos más projekten is dolgozott da Montefeltro számára. Martini tervét (az ő felügyelete alatt) két, belsőépítészeti munkáiról híres toszkán testvér, Giuliano da Maiano és Benedetto da Maiano hajtotta végre. Az egész szobát da Maiano-ék firenzei műhelyében építették meg, majd Urbinoba szállították a beépítésre. 
Montefeltro Studiolo Gubbio
Később a nagy sikerre való tekintettel ezt a teljesítményt megismételték, amikor 1478-ban a herceg megrendelt egy második, ezzel azonos, de eltérő tartalommal készült, hasonlóan bravúros studiolo megtervezését és felállítását is, a régi palotájában, amit Gubbióban épített újjá. A második studiolo 1874-ig maradt a gubbiói palotában, amikor is szétszedték és egy frascati villába költöztették. Ezt követően egy német műkereskedő vásárolta meg és Velencébe költöztette. A Metropolitan Museum of Art 1939-ben vásárolta meg ezt a művet, és a studiolót New Yorkba szállíttatta, ahol 1939 és 1941 között újra összerakták, majd jelentős restauráláson és konzerváláson esett át. A mű alapanyagát tekintve: Dió, bükk, rózsafa, tölgy és gyümölcsfák diófa alapon.
Nyírbátori Stallumok
Magyar vonatkozásban hasonlóan részletgazdag alkotások láttak napvilágot Mátyás király itáliai mesterei által készített első intarziás bútorok formájában, amik az Itálián kívüli reneszánsz bútorművesség első alkotásai. A stallum vagy kóruspad (görög-latinból) a templomokban a szentély vagy a kórus két oldalán a papság illetve a kar elhelyezésére szolgáló ülőpadbútorzat. A 14 és 12 soros változatban készült padsorok részletes faragványokkal és háttámláit a Montefeltro studiolok mintájára készített, részletgazdag intarzia táblaképekkel díszítették. Nyírbártorban a Báthoryak rendelték meg a stallum készítését, Roberto Marone neve szerepel rajta és a firenzei Via dei Servi híres reneszánsz asztalosműhelyből származik. Ma a Magyar Nemzeti Múzeumban és a Báthori István Múzeumban láthatók.
Zirci Reguly Antal műemlékkönyvtár
Említésre méltó még a Magyarországi műemlék könyvtárak közül a kimagasló szépségű a Reguly Antal Műemlékkönyvtár, ami Zirc-en található. A sziléziai Heinrichau-ból érkezett ciszterci rendbe tartozó szerzetesek az 1700-as évek elején egy új barokk stílusú apátságot alapítottak újra és építettek fel. Ebben helyet kapott egy könyvtárterem is, amelynek az állományát a Sziléziából hozott könyvek alkották. Az 1815-ben, először készített kéziratos kötetkatalógusban ez a könyvtár már 2135 művet tartalmazott, 4157 kötetben. A könyv állomány tematikailag rendkívül sokszínű, a teológiától a történelmen át a fizikáig számos tudományág képviselteti magát. Ezeken felül a könyvtár hetven ősnyomtatványt tartalmaz. A látogatható könyvtár nagytermének faberakásos padlója látványos összhangot nyújt a könyvtár pazar fa bútorzatával.
Bútorművesség
Felsorolni is lehetetlen, hogy mennyien alkottak a bútorművességen belül többek között az intarzia berakásos technikával, de közülük említésre méltó a teljesség igénye nélkül néhány kimagasló alkotó.
André-Charles Boulle (más írásmóddal: Boule vagy Buhl; Párizs, 1642. november 11. – Párizs, 1732. február 29.) XIV. Lajos francia király leghíresebb bútorasztalos-művésze (ébéniste). Boulle maga is tervezett bútorokat, de kiváltképpen Jean Bérain és Domenico Cucci tervei szerint dolgozott. Különös súlyt fektetett a bútorok szobrászati díszítésére és ennek köszönhette sikerének nagyobb részét. A gonddal mintázott, bronzba öntött és megaranyozott szobrászati díszítménnyel a bútor szerkezeti tagoltságát emelte ki. A bútor felszínét békateknővel burkolta és ennek mezőibe sárgarézből készített arabeszk díszítményeket rakott, amelyeknek finom, gazdag, könnyed, sokszor negédes hajlású és mindig eredeti formái utolérhetetlen művészeti alkotások. E díszítmények elrendezése olyan ügyes, olyan egyensúlyozott, hogy a részletek kecse sohasem zavarja a bútor fővonalának harmóniáját. Minden bútora jól összeállított építészeti alkotmány, melynek egyes részei egymást kölcsönösen emelik. Önként érthető, hogy az ilyen bútor csak díszként szolgálhat, közönséges használatra nem alkalmas és nem is igen tartós. A francia királyi paloták Boulle-féle bútorainak legnagyobb része szétszóródott a francia forradalom alatt és részint francia, részint idegen művészetkedvelők birtokába került. A Boulle neve alatt forgalomban levő darabok többnyire hamisítványok.
Abraham Roentgen (1711. január 30. – 179. március 1.) német ébéniste (bútorasztalos-művész) volt, aki később fiával David Roentgen (1743–1807) alkotott közösen és kimagasló színvonalon ezen a területen. Egyik bámulatos munkájuk a Berlini államtitkári írószekrény, ami a részletgazdag és csodálatos intarzia alkotásokon felül számos egyéb bravúros automatizmust és rejtett mechanikát tartalmazott. Ez a szekrény az európai bútorkészítés egyik legkiválóbb eredménye, Abraham és David Roentgen műhelyének legfontosabb terméke. A zongoraórával koronázott írószekrényt finoman megtervezett intarziás panelek és bonyolult mechanizmusok jellemzik, amelyek lehetővé teszik, hogy az ajtók és fiókok egy gombnyomással automatikusan kinyíljanak. A II. Frigyes Vilmos király tulajdonában lévő berlini szekrény egyedülállóan figyelemre méltó díszítésével, mechanikai bonyolultságával és puszta méretével. Ez a szekrény a Kunstgewerbemuseum, Staatliche Museen zu Berlin gyűjteményéből származik, és a Metropolitan Museum of Art Extravagáns találmányok című kiállításán volt látható: „A Roentgenek fejedelmi bútorai" című kiállításon.
Giuseppe Maggiolini (1738. november 13. – 1814. november 16.), aki maga is intarziakészítő volt, a 18. század végén Milánó legkiemelkedőbb bútorasztalos-művésze (ébéniste). Bár korai munkáinak egy része késő barokk stílusú, nevéhez különösen a tömbszerű, neoklasszikus formák fűződnek, amelyeket gazdagon részletezett intarziás berakásokkal furnérozott, gyakran bonyolult szegély mintázatok között. Műhelyének termése némileg ismétlődő, ami a Maggiolininek való tulajdonítást kísértéssé teszi. Ügyfélköre Ausztriáig és Lengyelországig terjedt.
Silas Kopf (1949-ben született) amerikai bútorkészítő, aki az intarziaművészetre specializálódott. Kopf 1972-ben építészmérnöki diplomát szerzett a Princeton Egyetemen, és hamarosan bútorokat kezdett tervezni és készíteni. 1988-ban kézműves ösztöndíjat kapott a National Endowment for the Arts-tól,[1] és kihasználta a lehetőséget, hogy Párizsban, az École Boulle belsőépítészeti és formatervezési intézetben tanulmányozza a hagyományos intarzia technikát. Főbb projektjei közé tartozik több zongora a Steinway & Sons megrendelésére[2], valamint padok, asztalok és szekrények magángyűjtemények és múzeumok számára. Tervei gyakran tartalmaznak virágábrázolásokat, más természeti képeket és trompe-l'œil koncepciókat. Először azért kezdett el érdeklődni az intarzia iránt, mert egy alternatív, kevésbé fogyasztói életmódot remélt[3]. Kopfot 2015-ben a Smithsonian Institution James Renwick Szövetsége a médium mestere címmel tüntette ki. Ez a kétévente odaítélt díj a fa, kerámia, üveg, fém és rost területén dolgozó amerikai kézműveseket ismeri el[4]. 1978 óta a Massachusetts állambeli Easthamptonban dolgozik, ahol továbbra is épít és tervez. Van egy asszisztense, Tom Coughlin, aki szintén tervez és épít gitárokat.